# Ardechive
Ardechive is een gehucht dat ligt aan de oevers van Loch Arkaig in de buurt van Achnasaul in de Schotse Hooglanden.